# Cylindroniscus vallesensis
Cylindroniscus vallesensis är en kräftdjursart som beskrevs av Schultz 1970. Cylindroniscus vallesensis ingår i släktet Cylindroniscus och familjen Trichoniscidae. Inga underarter finns listade i Catalogue of Life.